# Over Stratton
Over Stratton – wieś w Anglii, w hrabstwie Somerset. Leży 6 km od miasta Crewkerne. W 2011 miejscowość liczyła 317 mieszkańców. Over Stratton jest wspomniana w Domesday Book (1086) jako Stratone.